# Vadkelet
Vadkelet (węg. Dziki wschód) – siódmy album zespołu Első Emelet, wydany w 1989 roku na MC i LP. W 2005 roku wznowiono wydanie, na CD.

## Lista utworów
1. "Happy Metal" (4:04)
2. "Vadkelet" (3:50)
3. "Klinikai eset" (4:30)
4. "Őrjárat az égen" (3:55)
5. "Michel-mix" (0:45)
6. "Hazafelé" (3:52)
7. "Minden oké" (3:52)
8. "Valahová valakivel" (4:15)
9. "Szerelmes vagyok" (3:40)
10. "Esőben" (5:20)
11. "Subiduma" (2:42)

## Wykonawcy
- Gábor Berkes – instrumenty klawiszowe, wokal
- Csaba Bogdán – gitara, instrumenty klawiszowe, wokal
- Béla Patkó – wokal
- Gábor Kisszabó – gitara basowa, gitara, wokal
- Gábor Szentmihályi – perkusja
- István Tereh – wokal, perkusja